# Borutta
Borutta (sardinsky: Borùta) je italská obec (comune) v provincii Sassari v regionu Sardinie. Nachází se ve výšce 471 metrů nad mořem a má 254 obyvatel. Rozloha obce je 4,76 km².